# كتب مستعملة

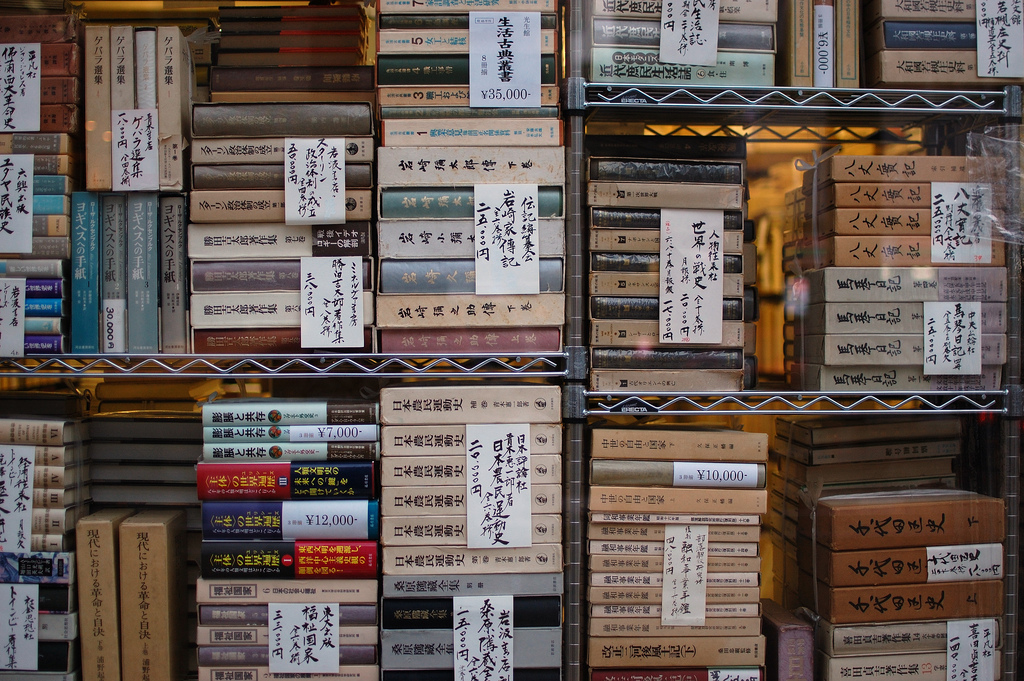
كتب مستعملة

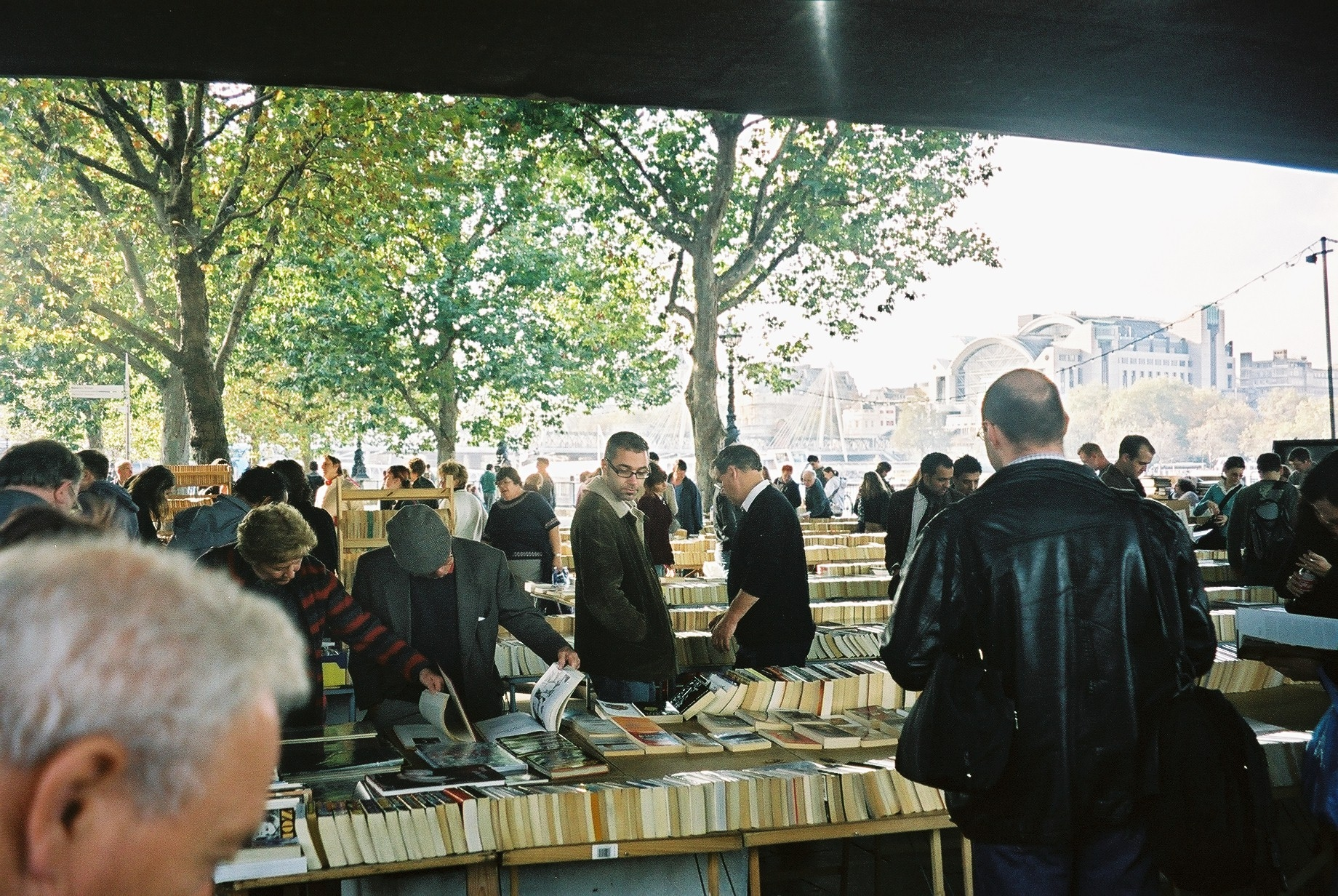
سوق الكتاب أمام دار السينما الوطنية، لندن، إنجلترا، في تشرين الأول/أكتوبر 2004

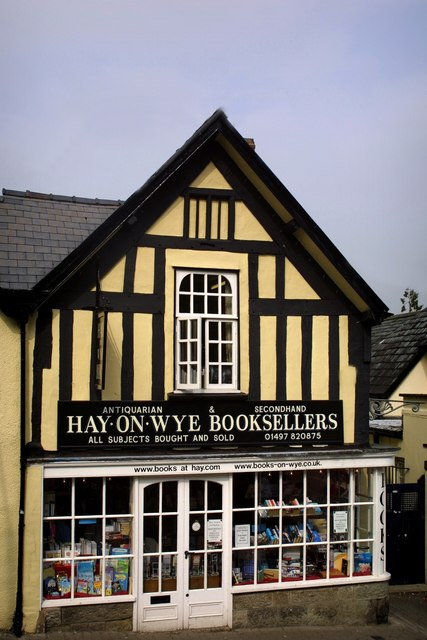
مكتبة في هاي أون واي

الكتاب المستعمل هو الكتاب الذي تم تملكه من قبل مالك آخر من الناشر أو متاجر التجزئة، عادة من قبل فرد أو مكتبة.
الكتب المستعملة عادة تصبح متاحة في السوق عندما يتم بيعها أو منحها لمتجر الكتب المستعملة; وعادة ما تباع بنصف أو ثلاثة أرباع ثمن الجديد منها، على الرغم من أن بعض هذه الكتب نادرة وبعضها لا يزال مطلوبا أو من الصعب الحصول عليه. 
بعض محلات الكتب التجارية تحوي أيضا الكتب المستعملة، وبعض محلات الكتب المستعملة أيضا تبيع الكتب الجديدة. على الرغم من أن المؤلف أو الناشر الأصلي لن يستفيد ماليا من بيع الكتب المستعملة، ولكنهم يساعدون في الحفاظ على تداول الكتب القديمة. في بعض الأحيان الكتب القديمة جدا والكتب النادرة والطبعات الأولى من كتاب معين، أو التحف القديمة، أو الكتب التي لم تعد تطبع يمكن العثور عليها في محلات بيع الكتب المستعملة.

## مدن الكتب
عدد من البلدات الصغيرة أصبحت مراكز لباعة الكتب المستعملة أبرزها هاي أون واي [الإنجليزية] في جنوب ويلز. كما أنها بمثابة نقطة جذب المشترين، وتقع في البلد في مناطق ذات مناظر طبيعية جميلة.